# Castillo de Lida
El Castillo de Lida (en bielorruso: Лідскі замак) fue una de las varias ciudadelas erigidas por el Gran Duque Gediminas de Lituania en el siglo XIV para defender sus tierras contra la expansión de los Caballeros Teutónicos. Otros enlaces de esta cadena de defensa incluían Hrodna, Navahrudak, Kreva, Medininkai y Trakai. La moderna ciudad de Lida, en Bielorrusia creció alrededor de este castillo.